# Ślepucha wazonkowa
Ślepucha wazonkowa (Indotyphlops braminus) – gatunek węża z rodziny ślepuchowatych (Typhlopidae).
Gatunek ten osiąga długość od 14 cm do 15 cm. Ciało w kolorze od szarego do ciemnobrązowego. Łuski gładkie, stanowiące przystosowanie do życia podziemnego. Oczy pokryte łuskami.
Jedyny wąż, który rozmnaża się poprzez partenogenezę, nigdy nie stwierdzono istnienia samców. Samica składa bez zapłodnienia od 2 do 6 jaj o wymiarach 2 × 6 mm.
Tryb życia podziemny. Podstawę ich wyżywienia stanowią jaja, larwy i poczwarki mrówek i termitów.
Wąż ten wywodzi się z południowej Azji (prawdopodobnie z Indii), jednak wskutek przypadkowych introdukcji stał się gatunkiem inwazyjnym w wielu rejonach świata, m.in. w Afryce, Ameryce Północnej i Australazji. W 2009 roku znany był z około 84 państw. W Afryce Południowej pojawił się po raz pierwszy w Kapsztadzie na początku XX wieku jako gatunek zawleczony z Azji w doniczkach wypełnionych ziemią.